# アルベール・カミーユ・ヴィタル
アルベール・カミーユ・ヴィタル(Albert Camille Vital、1952年7月18日-)は、マダガスカルの軍人、政治家、土木技師。マダガスカル・クーデターの後、2009年から2011年に同国首相を務めた。w:Parti Hiaraka Isika党首。陸軍准将。トゥリアラ出身。

## 生い立ちとキャリア
ヴィタルはソビエト連邦で訓練を受け、1987年から1991年まで、State Forces Staff DevelopmentのTechnical Officeでチーフを務めた。その後、第五軍管区トゥリアラ州方面第一連隊の司令官に指名され、1998年から2001年まで務めた。2001年から2002年には、パリの陸軍大学校に留学した。
2009年12月20日に、アンドリー・ラジョエリナ大統領から、ウジェーヌ・マンガラザの後任として首相に指名された。2年間近く在職し、2011年10月28日にオメル・ベリジキーが後任の首相となった。
その後、ヴィタルは国際連合ジュネーヴ事務局の常駐代表に指名され、2012年8月に常駐代表として信任状を捧呈された。2013年10月にはParti Hiaraka Isikaの党首選に立候補し、得票率6.85%で第5位であった。2013年12月に行われた第2回投票では、マーク・ラヴァルマナナ陣営の候補者ジャン・ルイ・ロビンソンを支持した
2018年9月には、モーリシャス大使に任命された。
2023年マダガスカル大統領選挙では、アンドリー・ラジョエリナを支持した。